# Белушја Губа
Белушја Губа (рус. Белу́шья Губа́) или Белушје (рус. Белушье) град је у Русији у Архангељкој области. Налази се на архипелагу Нова Земља и административни је центар рејона Нова Земља. Према попису становништва из 2010. године, у граду живи 1.972 становника.

## Географија и клима
Белушја Губа се налази у дубоком заливу са истим именом, унутар географског подручја на које утичу топле океанске струје. Природни услови омогућавају пловидбу током целе године свим типовима и класама пловила уз минималне трошкове подршке за пробијање леда. Залив је добро заштићен од високог плутања и плутајућег леда.
Температура у Белушјој Губи креће се од -12 °C до +10 °C током летњих месеци.
Подручје јужног острва Нове земља током зиме доживљава од осам до десет циклона месечно, са главним правцем путање циклона од запада и југозапада ка североистоку. „Поноћно сунце“ је изнад хоризонта од 10. маја до 3. августа (86 дана), а период непрекидне ноћи је нешто краћи и износи 66 дана. Поларна ноћ траје од 19. новембра до 23. јануара.

## Привреда
Белушја Губа има школе, стамбене зграде, три хотела, банкомат, телевизију, Поморску болницу са 200 лежаја, поликлинику, војнo-официрски центар са базним морнарским клубом, 25-метарски базен, рекреативни центар и православнu црква.

## Саобраћај
Постоје два редовна лета недељно од Архангељска до аеродрома Рогачево, који се налази 9 km (5,6 mi) североисточно од насеља (у редовима вожње Рогачово је означено као Амдерма-2, иако се насеље Амдерма чак ни не налази на Новој земљи).